# Social Security Death Index
Der Social Security Death Index (SSDI) ist eine Todesfälle verzeichnende Datenbank, die auf dem Death Master File der US-amerikanischen Social Security Administration basiert. Die meisten Personen, die in den USA seit 1962 verstorben sind und eine Sozialversicherungsnummer (Social Security Number, SSN) hatten, sind im SSDI verzeichnet, wenn der Todesfall der Social Security Administration mitgeteilt wurde. Für die meisten Jahre seit 1973 enthält der SSDI zwischen 93 und 96 Prozent der Todesfälle von Personen ab 65 Jahren. 2009 enthielt er Einträge für über 84 Millionen Personen.
Im Gegensatz zum Death Master File ist der SSDI auf verschiedenen genealogischen Websites online kostenfrei zugänglich. Durch die genealogischen Daten, die sich ihm entnehmen lassen, ist der SSDI ein beliebtes Hilfsmittel für Genealogen und Biographen.
Die Daten beinhalten:
- Vorname und Nachname, seit den 1990er Jahren auch Mittelinitial
- Geburtsdatum
- Monat und Jahr des Todes; ab 2000 vollständiges Todesdatum
- Sozialversicherungsnummer
- Staat oder Territorium, in dem die Sozialversicherungsnummer ausgegeben wurde
- Letzter bekannter Wohnort mit ZIP-Code

Sobald sich eine verstorbene Person in der Datenbank befindet, ist ihr Antrag auf eine Sozialversicherungskarte (Formular SS-5) bei der Social Security Administration erhältlich. Das Formular SS-5 enthält weitere genealogische Daten wie den Geburtsort, den Namen des Vaters und den vollen Geburtsnamen der Mutter. Da die Dokumente der Social Security Administration staatliche Aufzeichnungen darstellen, ist es nach dem Freedom of Information Act zwingend, dass diese Informationen für die Öffentlichkeit zugänglich sind. Das Death Master File wird verwendet, um Betrugsversuchen zu begegnen und zu vermeiden, dass die Identität einer verstorbenen Person gestohlen wird und in ihrem Namen beispielsweise Kredite beantragt werden.
Eine Überprüfung Ende der 2000er Jahre ergab, dass die Social Security Administration innerhalb von zwei Jahren 23.000 lebende Personen fälschlich als verstorben verzeichnet hatte. Für die Betroffenen erweist es sich manchmal als schwierig, staatliche Stellen davon zu überzeugen, dass sie am Leben sind; in der Region Nashville wurde 2008 von einer Frau berichtet, die im Jahre 2000 fälschlich als verstorben gekennzeichnet wurde und unter daraus folgenden Schwierigkeiten zu leiden hatte, beispielsweise Einstellung der Krankenversicherung und zurückgewiesene elektronische Steuererklärungen. In diesem Bericht wurde auch thematisiert, dass Personen in dieser Situation besonders von Identitätsdiebstahl gefährdet sind, da ihre Sozialversicherungsnummer veröffentlicht wurde.